# CRISC
CRISCは、プロセッサの命令セットアーキテクチャ（あるいは実装すなわちマイクロアーキテクチャ）について、CISCのようでもありRISCのようでもある、といったような意味の語である。元々「CISC」「RISC」という分類は、すっぱり二分できるような性質のものでは、本来はないので、このような分類も特に意味があるものではない。
CISC的とされるIA-32を、RISC的な内部構造で実行するような構成とした1993年の初代Pentiumの際に、Intel自身がそのような造語を用いたとしている資料があるが、別の資料では「Intel describe the Pentium II as a CRISC processor,」というようにPentium IIだとされている。しかし、Pentium IIは1997年発売であり、さらに別の資料において1995年の編纂であるのにCRISCという語に言及があることと一致しない。また、何よりはっきりしないこととして、その「Intel自身によるCRISCという表現」自体が（簡単な記者向けの発表の口頭上といった可能性も十分あることだが）確認できない。また近年のサーベイで「Complex Reduced Instruction Set Computers (CRISC)」という表現も見られる。いずれにしても明確な定義など特に無く、散発的にほぼ似たような意味で造語されてきたものと考えてよいであろう。